# Eparquía de New Westminster
La eparquía de New Westminster (en latín: Eparchia Neo-Vestmonasterien(sis) Ucrainorum y en inglés: Ukrainian Catholic Eparchy of New Westminster) es una circunscripción eclesiástica greco-católica ucraniana de la Iglesia católica en Canadá, sufragánea de la archieparquía de Winnipeg. La eparquía es sede vacante desde el 15 de enero de 2020. 
En el Anuario Pontificio la Santa Sede usa el nombre New Westminster degli Ucraini y en el sitio web de la Iglesia greco-católica ucraniana el nombre utilizado es en ucraniano: Нью-Вестмінстерська.

## Territorio y organización
La eparquía extiende su jurisdicción sobre los fieles católicos de rito bizantino greco-católico ucraniano residentes en la provincia de Columbia Británica, el territorio del Yukón y la parte de los Territorios del Noroeste situados al norte de Columbia Británica.
La sede de la eparquía se encuentra en la ciudad de New Westminster, en donde se halla la Catedral de la Santa Eucaristía.
En 2019 en la eparquía existían 13 parroquias, todas en Columbia Británica:
- Sts. Peter and Paul en Grindrod
- Holy Eucharist Cathedral en New Westminster
- Exaltation of the Holy Cross en Surrey
- Holy Trinity en Kamloops
- Holy Resurrection en Penticton
- Protection of the Blessed Virgin Mary en Vancouver
- Dormition of the Mother of God en Kelowna
- St. George en Prince George
- St. Josaphat en Vernon
- St. Michael the Archangel en Nanaimo
- Dormition of the Mother of God en Richmond
- St. Nicholas the Wonderworker en Victoria

## Historia
La eparquía fue erigida el 27 de junio de 1974 con la bula Cum territorii del papa Pablo VI, separando territorio de la eparquía de Edmonton.

Partita Edmontonensi eparchia novam constituimus, Neo-Vestmonasteriensem appellandam, cuius ii erunt fideles byzantini Ucrainorum ritus, qui incolae in territorio Provinciae Britannicae Columbiae degunt, ac praeterea in territorio Yuconensi atque in iis, quae inter septemtrionem et occasum solis a linea 120 ad 141 extenduntur. Sic conditae eparchiae sedes in urbe vulgo « New Westminster » erit, magisterii vero pastoralis cathedra in paroeciali sacra aede a SS. Eucharistia nuncupata, quam scilicet ad cathedralis dignitatem evehimus. Mandamus praeterea, ut eparchia Neo-Vestmonasteriensis suffraganea sit metropolitanae Sedi Vinnipegensi Ucrainorum.

## Estadísticas
De acuerdo al Anuario Pontificio 2020 la eparquía tenía a fines de 2019 un total de 7700 fieles bautizados.
| Año                                                                             | Población            | Población | Población      | Sacerdotes | Sacerdotes    | Sacerdotes    | Bautizados por sacerdote | Diáconos permanentes | Religiosos | Religiosos | Parroquias |
| Año                                                                             | Bautizados católicos | Total     | % de católicos | Total      | Clero secular | Clero regular | Bautizados por sacerdote | Diáconos permanentes | Varones    | Mujeres    | Parroquias |
| ------------------------------------------------------------------------------- | -------------------- | --------- | -------------- | ---------- | ------------- | ------------- | ------------------------ | -------------------- | ---------- | ---------- | ---------- |
| 1976                                                                            | 25 000               | ?         | ?              | 14         | 8             | 6             | 1785                     |                      | 7          |            | 10         |
| 1980                                                                            | 23 000               | ?         | ?              | 16         | 12            | 4             | 1437                     | 1                    | 4          | 4          | 22         |
| 1990                                                                            | 7700                 | ?         | ?              | 20         | 16            | 4             | 385                      | 3                    | 4          | 6          | 23         |
| 1999                                                                            | 4000                 | ?         | ?              | 17         | 15            | 2             | 235                      | 3                    | 2          | 2          | 23         |
| 2000                                                                            | 4000                 | ?         | ?              | 18         | 15            | 3             | 222                      |                      | 3          | 2          | 23         |
| 2001                                                                            | 4000                 | ?         | ?              | 17         | 14            | 3             | 235                      | 2                    | 3          | 2          | 23         |
| 2002                                                                            | 4000                 | ?         | ?              | 13         | 11            | 2             | 307                      | 2                    | 2          | 2          | 22         |
| 2003                                                                            | 4000                 | ?         | ?              | 14         | 12            | 2             | 285                      | 2                    | 2          | 2          | 21         |
| 2004                                                                            | 7835                 | ?         | ?              | 13         | 11            | 2             | 602                      | 2                    | 2          | 2          | 17         |
| 2009                                                                            | 7500                 | ?         | ?              | 19         | 15            | 4             | 394                      | 2                    | 4          | 2          | 15         |
| 2013                                                                            | 7500                 | ?         | ?              | 13         | 12            | 1             | 576                      | 1                    | 1          | 2          | 14         |
| 2016                                                                            | 7500                 | ?         | ?              | 17         | 14            | 3             | 441                      | 1                    | 3          | 2          | 14         |
| 2019                                                                            | 7700                 |           |                | 16         | 12            | 4             | 481                      | 1                    | 4          | 2          | 13         |
| Fuente: Catholic-Hierarchy, que a su vez toma los datos del Anuario Pontificio. |                      |           |                |            |               |               |                          |                      |            |            |            |

## Episcopologio
- Jeronim Isidore Chimy, O.S.B.M. † (27 de junio de 1974-19 de septiembre de 1992 falleció)
- Severian Stefan Yakymyshyn, O.S.B.M (5 de enero de 1995-1 de junio de 2007 retirado)
- Kenneth Anthony Adam Nowakowski (1 de junio de 2007-15 de enero de 2020 nombrado eparca de la Sagrada Familia de Londres)
  - Sede vacante (desde 2020)
  - David Motiuk,[4] desde el 15 de enero de 2020 (administrador apostólico)